# Rurbanização
Rurbanização são formas de alojamento que tentam recriar o modelo rural tradicional (casa individual isolada, vivenda ou moradia) e que se desenvolvem na periferia das cidades e de outros aglomerados urbanos. Se, por um lado, tem a ver com o crescimento urbano, dependendo então da cidade mais próxima, organiza-se, por outro lado, à volta dos nós de habitat rural, sem criar um novo tecido contínuo. Ou seja, é um processo que resulta do crescimento urbano, onde coexistem de forma difusa as atividades económicas urbanas e a atividade agrícola.